# Kent Rominger
Kent Vernon Rominger (* 7. August 1956 in Del Norte, Colorado, USA) ist ein ehemaliger amerikanischer Astronaut.

## Leben
Rominger stammt aus einer kleinen Ortschaft im US-Bundesstaat Colorado; Del Norte liegt etwa 220 Kilometer südwestlich von Colorado Springs. 1974 ging Kent von der High School ab und studierte an der Colorado State University Tiefbau. Nach seinem Bachelor-Examen 1978 trat er in die US-Navy ein und wurde zum Marineflieger geschult (eine Privatpilotenlizenz hatte er bereits auf dem College erworben).
Im Anschluss an seine Pilotenausbildung besuchte er einen Aufbaukurs für die F-14 „Tomcat“, einem hauptsächlich auf Flugzeugträgern verwendeten Luftraumverteidigungsjäger. Danach gehörte er ab Oktober 1981 dem 2. Kampfgeschwader an (Navy-Bezeichnung VF-2, Spitzname „Bounty Hunters“), das in dieser Zeit zunächst auf der Ranger und später auf der Kitty Hawk seinen Dienst versah. Bevor er das VF-2 verließ, absolvierte er die United States Navy Fighter Weapons School auf der Naval Air Station Miramar (Kalifornien), wo er 1986 im taktischen Luftkampf auf kurze Entfernungen geschult wurde. Entgegen der offiziellen Bezeichnung Strike Fighter Tactics Instructor ist dieser Kurs seit dem gleichnamigen Film mit Tom Cruise als „TOPGUN“ bekannt.
Anschließend nahm Rominger an einem Ausbildungsprogramm für studierende Testpiloten teil, an dem sich die Naval Postgraduate School (NPS) im kalifornischen Monterey und die United States Naval Test Pilot School (USNTPS) an der US-Ostküste beteiligten. An der NPS studierte er Luftfahrttechnik und belegte gleichzeitig ein Testpilotenseminar an der USNTPS, die sich in Maryland auf der Naval Air Station Patuxent River befindet. 1987 verlieh ihm die NPS einen Master und von der USNTPS erhielt er die Testpilotenurkunde mit Auszeichnung. Im Anschluss daran blieb er in  Patuxent River, wo er die Projektleitung der Abteilung für Flugzeugträgertauglichkeit übernahm. Am Strike Aircraft Test Directorate entwickelte er die F-14 für ihren Einsatz auf Flugzeugträgern weiter.
Im September 1990, nur einen Monat nachdem irakische Truppen in Kuwait eingefallen waren und damit den Zweiten Golfkrieg auslösten, wurde Rominger zum 211. Kampfgeschwader (Navy-Bezeichnung VF-211, Spitzname „Fighting Checkmates“) versetzt. Als Einsatzoffizier wurde er im Rahmen der „Operation Desert Storm“ an Bord der Nimitz in den Persischen Golf  entsandt. Während seines Einsatzes, der von Ende Februar bis Ende August 1991 dauerte, absolvierte er F-14-Flüge über irakischem Gebiet.

## Astronautentätigkeit
Rominger wurde im März 1992 mit der 14. Astronautengruppe der NASA als einer von nur vier Pilotenanwärtern vorgestellt. Aus insgesamt 2.054 Bewerbern, die den formalen Auswahlkriterien entsprachen, waren 87 Finalisten hervorgegangen. Diese wurden im Herbst 1991 ins Johnson Space Center (JSC) zu Tests, Gesprächen und medizinischen Untersuchungen eingeladen. Kent hatte sich erstmals für die 13. Bewerbergruppe gemeldet, war auch in die Endrunde gekommen, wurde jedoch nicht berücksichtigt.
Ein Jahr nach Abschluss der einjährigen Astronautengrundausbildung wurde er im November 1994 für STS-73 als Pilot aufgestellt. Diese 16-Tage-Mission fand Ende Oktober/Anfang November 1995 statt. Es war der zweite Spacelab-Flug unter amerikanischer Federführung, „United States Microgravity Laboratory (USML) 2“ genannt. Im Doppelmodul wurden 16 Hauptexperimente in den Forschungsdisziplinen Material-, Verbrennungswissenschaften, Flüssigkeitsphysik und Biotechnologie durchgeführt.
Im Januar 1996, nur 73 Tage nach der Landung von STS-73, wurde Rominger das Mandat als Pilot für STS-80 übertragen. Bei dem letzten Flug des Jahres 1996 kam zum dritten Mal die Wake Shield Facility zum Einsatz, ein untertassenförmiger Satellit, der ausgesetzt, einige Zeit frei neben dem Shuttle flog, und wieder eingefangen wurde. Außerdem setzte die Mannschaft die aus Deutschland stammende Astronomieplattform ORFEUS-SPAS aus und holte sie gegen Ende des Fluges wieder an Bord. Dagegen konnten zwei geplante Weltraumausstiege wegen technischer Probleme nicht durchgeführt werden.
Romingers dritter Raumflug war STS-85. Eigentlich sollte Jeff Ashby Pilot auf dieser Mission sein. Ohne Angabe von Gründen wurde dieser aber nur ein halbes Jahr vor dem Start durch Rominger ersetzt. Während des zwölftägigen Fluges im August 1997 wurde die deutsche Forschungsplattform CRISTA-SPAS zur Untersuchung der oberen Atmosphäre für über eine Woche freigesetzt. Zudem wurde der japanische Roboterarm MFD (Manipulator Flight Demonstration) von den Astronauten getestet.
STS-96 war Romingers Debüt als Kommandant. Die Raumfähre Discovery führte im Frühsommer 1999 einen Logistikflug zur Internationalen Raumstation (ISS) durch. Mehrere Tonnen Güter und Ausrüstungsteile wurden in den Orbit gehievt, um alles für die Ankunft der ersten Besatzung vorzubereiten.
Seine fünfte Mission führte Rominger erneut zur ISS. STS-100 fand genau zwei Jahre nach seinem letzten Flug statt und brachte den aus Kanada stammenden Robotarm Canadarm2 zur Station. Neben der Installation des Arms wurden mit dem Logistikmodul Rafaello zweieinhalb Tonnen Ausrüstung an der Station abgeliefert.
Rominger, der die letzten vier Jahre bei der NASA dem Astronautenbüro vorstand, verließ die US-Raumfahrtbehörde Ende September 2006 und übernahm eine Position als Vizepräsident beim Rüstungs- und Raumfahrtkonzern Alliant Techsystems.
Rominger ist verheiratet und hat ein Kind.

## Ehrungen
Rominger wurde 2015 in die Astronaut Hall of Fame aufgenommen.